# Andrea Vallascas
Andrea Vallascas (Cagliari, 14 novembre 1975) è un politico italiano, deputato nella XVII legislatura e nella XVIII legislatura.

## Biografia
Nato a Cagliari il 14 novembre del 1975, città in cui ha vissuto conseguendo la laurea in ingegneria edile presso l'Università di Cagliari, nell'ottobre del 2003.
Nell'aprile del 2009 ha iniziato il suo impegno politico in un Meet Up cagliaritano. Dopo essersi candidato alle elezioni amministrative del 2011 per il rinnovo del consiglio comunale di Cagliari, fonda nel 2012 l'"Associazione 5 Stelle Cagliari".
A dicembre 2012 si candida alle parlamentarie per il M5S circoscrizione Sardegna, dove arriva terzo nella graduatoria complessiva e secondo per la Camera dei Deputati.
È stato il portavoce dei M5S nel programma televisivo Dentro la notizia dell'emittente sarda Videolina, nel corso della quale sono intervenuti i rappresentanti di tutti i partiti che hanno partecipato alle elezioni politiche del 2013 nella circoscrizione sarda.

### Elezione a deputato
Alle elezioni politiche del 2013 viene eletto deputato della XVII legislatura della Repubblica Italiana nella circoscrizione Sardegna per il Movimento 5 Stelle.
Membro della X Commissione per le attività produttive commercio e turismo, capogruppo del Movimento Cinque Stelle presso la stessa dal marzo 2016.
Fondazione di Alternativa
Il 19 febbraio 2021 viene espulso dal Movimento 5 Stelle, dopo aver votato contro la fiducia al Governo Draghi. Il 23 febbraio aderisce alla componente L'Alternativa c'è del Gruppo misto. che poi diventerà semplicemente Alternativa il 12 novembre del 2021.